# Horaglanis krishnai
Horaglanis krishnai là một loài cá thuộc họ Clariidae.
Dây là loài loài đặc hữu của Ấn Độ, nơi chúng được tìm thấy trong các giếng trong khu vực Kottayam ở Kerala. Chúng đi theo các mạch nước ngầm để di chuyển giữa các giếng. Loài này phát triển đến chiều dài 4,2 cm.